# Oxan
Oxanul (denumit și tetrahidropiran, abreviat THP) este un compus heterociclic hexaciclic cu oxigen cu formula chimică C5H10O. Este omologul superior al oxolanului și analogul saturat al piranului.

## Obținere
O metodă clasică de obținere presupune hidrogenarea izomerului 3,4-dihidropiran cu nichel Raney.